# プラネット51
『プラネット51』（原題: Planet 51）は、2009年に公開されたアメリカ合衆国のアニメーション映画である。監督はジョージ・ブランコが務めた。